# Nhiên liệu năng lượng cao
Nhiên liệu năng lượng cao (tiếng Anh: High Energy Fuel - HEF), còn gọi là nhiên liệu Zip (Zip fuel), là tên chung cho các nhiên liệu phản lực chứa các hợp chất hydro-boron, hay là boranes. Nhiên liệu Zip cung cấp một mật độ năng lượng cao hơn so với các loại nhiên liệu truyền thống, giúp tăng tầm bay của máy bay phản lực. Vào thập kỷ 1950, khi vấn đề về tăng phạm vi hoạt động của máy bay phản lực trở thành một vấn đề cốt lõi, nhiên liệu Zip đã trở thành một đề tài nghiên cứu quan trọng.
Nhiều loại máy bay được thiết kế để có thể sử dụng nhiên liệu zip, bao gồm XB-70 Valkyrie, XF-108 Rapier, cũng như tên lửa phòng không CIM-10 BOMARC, và thậm chí là chương trình phát triển máy bay chạy bằng năng lượng hạt nhân. Hải quân Mỹ đã cân nhắc đến việc chuyển đổi tất cả các loại động cơ phản lực để sử dụng nhiên liệu Zip và nghiên cứu để sử dụng Zip làm nhiên liệu cho các máy bay thế hệ mới trên các tàu sân bay.
Trong thử nghiệm, nhiên liệu này đã tỏ ra chúng gây ra nhiều vấn đề nghiêm trọng, và những nghiên cứu về loại nhiên liệu này đã bị hủy bỏ vào năm 1959.

## Mô tả
Nhiên liệu có mật độ năng lượng cao nhất được thấy trong các tổ hợp thuốc phóng thông thường là hydro. Tuy nhiên, hydro ở thể khí có tỷ trọng rất thấp; hydro hóa lỏng có tỷ trọng cao hơn nhưng phức tạp và tốn kém trong bảo quản. Khi kết hợp với các nguyên tố khác, như carbon, hydro có thể được chuyển hóa thành nhiên liệu hydrocarbon dễ cháy. Các nguyên tố khác, như nhôm và beryli có mật độ năng lượng thậm chí cao hơn cacbon, nhưng không thể trộn đều để tạo thành nhiên liệu ổn định dễ cháy.
Trong số các nguyên tố khối lượng nguyên tử thấp, boron có năng lượng liên kết hóa học cao nhất, trọng lượng thấp và phổ biến khiến chúng được lựa chọn làm loại nhiên liệu tiềm năng. Boranes có năng lượng riêng lớn, khoảng 70.000 kJ/kg (30.000 BTU/lb). So với các loại nhiên liệu gốc dầu hỏa thông thường khác, như nhiên liệu JP-4 hoặc RP-1 có năng lượng riêng 42.000 kJ/kg (18.000 BTU/lb). Chúng không phù hợp làm một loại nhiên liệu tự bốc cháy, tuy nhiên, chúng có xu hướng tự bốc cháy khi tiếp xúc với không khí, khiến cho việc xử lý loại nhiên liệu này rất nguy hiểm.
Khi được trộn với nhiên liệu máy bay phản lực thông thường, chúng sẽ tăng thêm hàm lượng năng lượng đồng thời trở nên ổn định hơn. Nói chung, nhiên liệu được bổ sung boron sẽ tăng mật độ năng lượng của JP-4 lên đến 140% cả về trọng lượng và thể tích. Tại Mỹ, một dòng các nhiên liệu phản lực HEF đã được nghiên cứu, bao gồm HEF-1 (ethyldiborane), HEF-2 (propylpentaborane), HEF-3 (ethyldecaborane), HEF-4 (methyldecaborane) và HEF-5 (ethylacetylenedecaborane).
Tất cả các loại nhiên liệu zip đều có những nhược điểm. Đầu tiên, nhiên liệu này rất độc hại khi chúng được xả ra môi trường. Đây là một mối quan ngại nhỏ khi bay, nhưng lại là một mối quan ngại lớn đối với tổ phục vụ chuyến bay trên mặt đất. Nhiên liệu đốt cháy sẽ tạo ra chất rắn dính và ăn mòn, trong khi chất rắn boron carbide là chất mài mòn, gây hư hại cho các cánh turbine trong động cơ phản lực, klaf nơi mà khí xả tích tụ và làm giảm hiệu quả của chúng, đôi khi làm hỏng động cơ. Cuối cùng, khí xả giống như khói than, cho phép kẻ địch phát hiện máy bay từ xa bằng mắt thường.
Sau rốt, vấn đề đốt cháy nhiên liệu HEF trong toàn bộ động cơ là một vấn đề không thể giải quyết. Việc loại bỏ phần tích tụ rất khó khăn và sự hao mòn mà nó gây ra là điều mà khoa học vật liệu không thể giải quyết. Có thể đốt cháy nó một cách tương đối dễ dàng trong động cơ có chế độ đốt sau, nhưng điều này sẽ chỉ có hiệu quả nếu máy bay sử dụng chế độ đốt sau trong thời gian dài. Kết hợp với chi phí sản xuất nhiên liệu cao và các vấn đề độc hại, giá trị của nhiên liệu zip đã bị suy giảm nghiêm trọng.
Zip dần đánh mất đi vai trò là một loại nhiên liệu đầy hứa hẹn cho máy bay, tuy nhiên nó vẫn được nghiên cứu để sử dụng làm nhiên liệu tên lửa ở quy mô nhỏ. Tuy nhiên những nghiên cứu cho thấy loại nhiên liệu này cũng không phù hợp làm nhiên liệu tên lửa do oxit boron rắn trong các sản phẩm cháy gây cản trở nhiệt động lực học, khiến cho không sản sinh đủ lực đẩy cần thiết.

## Lịch sử
Những nghiên cứu về loại nhiên liệu Zip đã được bắt đầu từ những nghiên cứu của Lục quân Mỹ trong dự án HERMES vào cuối những năm 1940, Hải quân Mỹ cũng có dự án nghiên cứu mang tên Project Zip vào năm 1952, trong khi Không quân Mỹ có Project HEF (High Energy Fuels) vào năm 1955. Trong những năm 1950s, nhiên liệu Zip được dự đoán sẽ là bước tiến quan trọng tiếp theo trong ngành hàng không.
Không quân Mỹ chủ yếu tập trung vào loại nhiên liệu dựa trên HEF-3, HEF được kỳ vọng sẽ trở thành loại nhiên liệu được sử dụng trên máy bay mới phát triển có thể đạt tốc độ lên tới Mach 2 để thay thế B-52 Stratofortress. Các thiết kế ban đầu của Boeing và North American Aviation (NAA) đều sử dụng các loại nhiên liệu truyền thống trong giai đoạn bay cất cánh và bay hành trình, và sẽ chuyển sang sử dụng HEF khi cần tốc độ lớn, sử dụng chế độ đốt sau. Bằng cách này nhược điểm của nhiên liệu HEF là vấn đề tích tụ trên tuabin đã được loại bỏ, và vì chế độ đốt sau chỉ được sử dụng để cất cánh và bay tốc độ cao, các vấn đề về khí thải độc hại đã giảm đáng kể.
Do các thiết kế tỏ ra quá đắt đỏ trong khi hiệu suất không được cải thiện tương xứng, cả hai hãng chế tạo máy bay đã đưa ra bản thiết kế mới có thể bay ở tốc độ siêu âm ở trong phần lớn các nhiệm vụ chiến đấu. Những thiết kế này sử dụng các động cơ mới được thiết kế để duy trì chuyến bay tốc độ cao, với chiếc B-70 Valkyrie và động cơ General Electric J93 đang ở giai đoạn thử nghiệm. Trong những trường hợp này, nhiên liệu được đốt trong chế độ đốt sau trong thời gian dài hơn, tối đa hóa hiệu suất của nhiên liệu HEF. Ngoài ra người ta còn dự kiến giới thiệu một phiên bản mới hơn của động cơ J93, sẽ đốt nhiên liệu HEF-4 xuyên suốt thời gian bay. Trong khi đó, cũng có những nghiên cứu sử dụng nhiên liệu HEF-3 trên động cơ ramjet của tên lửa CIM-10 BOMARC, cũng như các nghiên cứu để sử dụng trên máy bay trên tàu sân bay thế hệ mới, tuy nhiên cả hai dự án này đều bị hủy bỏ.
Không quân Mỹ hủy bỏ các chương trình nghiên cứu về nhiên liệu Zip kể từ 1959. Tính đến thời điểm này, thiết kế duy nhất vẫn còn được xem xét để sử dụng nhiên liệu Zip là thiết kế máy bay XB-70 cùng với động cơ J93 của nó. NAA và General Electric đã thiết kế lại động cơ mới để có thể sử dụng nhiên liệu mới JP-6 có mật độ cao hơn, và thay một trong hai khoang chứa bom bằng thùng chứa loại nhiên liệu mới này. Tuy nhiên tầm bay của máy bay đã giảm từ 7.700 hải lý (14.260 km) xuống còn 5.500 hải lý (10.190 km). Điều này làm giảm khả năng tấn công mục tiêu ở tầm xa và máy bay cần phải được tiếp nhiên liệu trên không. Điều này khiến cho XB-70 chỉ dừng lại với vai trò là máy bay thử nghiệm và không được đưa vào trang bị.
Có ước tính rằng Mỹ đã dành nguồn ngân sách 1 tỉ đô la cho chương trình, theo tỉ giá năm 2001. Có ít nhất năm nhà máy sản xuất nhiên liệu HEF đã được xây dựng ở Hoa Kỳ, và hai công nhân đã thiệt mạng trong một vụ nổ phá hủy một nhà máy ở New York. Các chương trình nghiên cứu nhiên liệu này được xếp vào loại tuyệt mật, tuy nhiên nó đã được đưa tin rộng rãi trên cả báo chí thương mại và báo chí dân sự. Cả Mỹ và Liên Xô đã giải mật độc lập các nghiên cứu của mình vào năm 1964.
Một địa điểm có khả năng nằm trong chương trình HEF là một sân bay bỏ hoang nằm bên ngoài Boron, California. Được đánh dấu trên bản đồ địa hình của USGS là "Nhà máy Không quân # 72", nơi đây không có gì ngoài đường băng và bể chứa nước. Người ta suy đoán rằng đây sẽ là một nhà máy sản xuất nhiên liệu HEF, sử dụng các mỏ hàn the lớn gần đó (tên thị trấn được đặt theo tên mỏ), từ đây nhiên liệu có thể dễ dàng được vận chuyển đến Căn cứ Không quân Edwards.